# Jimmy Carson
James Charles Carson (* 20. července 1968 v Southfieldu, Michigan, Spojené státy americké) je bývalý americký hokejista, který v letech 1986-96 působil v NHL.

## Reprezentace
V roce 1986 odehrál za americkou juniorskou reprezentaci mistrovství světa do 20 let v Kanadě, kde získal bronz. Účastnil se v dresu dospělého národního týmu i světového šampionátu 1987 v Rakousku (7. místo).

### Reprezentační statistiky
| 1986 | USA 20 | MS 20 | 7  | 4 | 1 | 5 | 0 |
| 1987 | USA    | MS    | 10 | 2 | 3 | 5 | 4 |

## Kariéra
Rodný Michigan opustil v roce 1984, kdy začal nastupovat za Verdun Jr. Canadiens v kanadské juniorské lize QMJHL. Zde za dva roky nasbíral 269 bodů ve 137 zápasech, kromě individuálních úspěchů se svým týmem jednou triumfoval v soutěži (1985).
Jeho kariéru v NHL odstartoval draft 1986, kde si jej jako druhého celkově vybral klub Los Angeles Kings. Ve své premiérové sezoně 1986/87 za kalifornský klub zazářil a vysloužil si místo v All rookie týmu. Ve věku 18 let a 244 dní dal svůj 30. gól, což jej dělá dodnes třetím nejmladším hráčem, kterému se to povedlo. V ročníku 1987/88 nastřílel 55 branek a nasbíral 107 bodů, žádný jiný hráč narozený v USA předtím za jednu sezonu v NHL více bodů nestřádal. Pouze Wayne Gretzky dal 50 branek za sezonu v nižším věku. V utkání proti Calgary Flames dal 20. března 1988 čtyři branky jako třetí nejmladší hráč v historii ligy (19 let a 254 dní), podobný kousek se navíc nepovedl žádnému dalšímu teenagerovi až do sezony 2013/14 (v té to dokázal Tomáš Hertl ve věku 19 let a 330 dní).
Po sezoně se stal Carson součástí jedné z největších výměn v historii NHL, kdy byl společně s Martinem Gelinasem, třemi prvními volbami draftu a 15 miliony dolary vyměněn právě za Wayna Gretzkyho a dva jeho spoluhráče do Edmonton Oilers. Výměna je občas označována "Obchod století".
| „ | Konec analýzy byl takový, že jsem nebyl Wayne Gretzky. | “ |

Sezona 1988/89 byla provázena nespokojeností fanoušků Oilers, kteří marně hledali ve dvacetiletém Carsonovi nového Gretzkyho. A to i přesto, že útočník nasbíral sto bodů a vysloužil si nominaci do utkání hvězd. V ročníku dal stý gól a je jedním z šesti hráčů v historii NHL, který tento počin stihli před jednadvacátými narozeninami. V úvodu další sezony byl Carson vyměněn do Detroit Red Wings, kde jeho produktivita klesla. Během ročníku 1992/93 přestoupil do Los Angeles Kings, se kterými došel až do finále play off, kde Kings podlehli celku Montreal Canadiens. V průběhu další sezony byl vyměněn do Vancouver Canucks. Rovněž Canucks prohráli ve finále Stanley Cupu, ovšem Carson nastoupil v play off pouze k dvěma utkáním, jinak plnil roli náhradníka. V létě 1994 posílil Hartford Whalers. V sezoně 1995/96 po jedenácti odehraných utkáních mužstvo opustil, stejně jako celou NHL. Sezonu dohrál ve švýcarské lize za HC Lausanne. V letech 1996-98 nastupoval ještě v nižší americké IHL za Detroit Vipers (v ročníku 1996/97 získali Vipers mistrovský titul).

## Klubové statistiky
- Debut v NHL (a zároveň první bod) - 9. října 1986 (LOS ANGELES KINGS - St. Louis Blues)
- První gól v NHL (druhé utkání) - 11. října 1986 (LOS ANGELES KINGS - New York Islanders)

| Sezona       | Klub                          | Soutěž       | Základní část | Základní část | Základní část | Základní část | Základní část | Play off | Play off | Play off | Play off | Play off |
| Sezona       | Klub                          | Soutěž       | Z             | G             | A             | B             | TM            | Z        | G        | A        | B        | TM       |
| ------------ | ----------------------------- | ------------ | ------------- | ------------- | ------------- | ------------- | ------------- | -------- | -------- | -------- | -------- | -------- |
| 1983/84      | Detroit Compuware Ambassadors | MNHL         | 65            | 85            | 74            | 159           | —             | —        | —        | —        | —        | —        |
| 1984/85      | Verdun Junior Canadiens       | QMJHL        | 68            | 44            | 72            | 116           | 16            | 14       | 9        | 17       | 26       | 12       |
| 1985/86      | Verdun Junior Canadiens       | QMJHL        | 69            | 70            | 83            | 153           | 46            | 5        | 2        | 6        | 8        | 0        |
| 1986/87      | Los Angeles Kings             | NHL          | 80            | 37            | 42            | 79            | 22            | 5        | 1        | 2        | 3        | 6        |
| 1987/88      | Los Angeles Kings             | NHL          | 80            | 55            | 52            | 107           | 45            | 5        | 5        | 3        | 8        | 4        |
| 1988/89      | Edmonton Oilers               | NHL          | 80            | 49            | 51            | 100           | 36            | 7        | 2        | 1        | 3        | 6        |
| 1989/90      | Edmonton Oilers               | NHL          | 4             | 1             | 2             | 3             | 0             | —        | —        | —        | —        | —        |
|              | Detroit Red Wings             | NHL          | 44            | 20            | 16            | 36            | 8             | —        | —        | —        | —        | —        |
| 1990/91      | Detroit Red Wings             | NHL          | 64            | 21            | 25            | 46            | 28            | 7        | 2        | 1        | 3        | 4        |
| 1991/92      | Detroit Red Wings             | NHL          | 80            | 34            | 35            | 69            | 30            | 11       | 2        | 3        | 5        | 0        |
| 1992/93      | Detroit Red Wings             | NHL          | 52            | 25            | 26            | 51            | 18            | —        | —        | —        | —        | —        |
|              | Los Angeles Kings             | NHL          | 34            | 10            | 12            | 22            | 14            | 18       | 5        | 4        | 9        | 2        |
| 1993/94      | Los Angeles Kings             | NHL          | 25            | 4             | 7             | 11            | 2             | —        | —        | —        | —        | —        |
|              | Vancouver Canucks             | NHL          | 34            | 10            | 7             | 17            | 22            | 2        | 0        | 1        | 1        | 0        |
| 1994/95      | Hartford Whalers              | NHL          | 38            | 9             | 10            | 19            | 29            | —        | —        | —        | —        | —        |
| 1995/96      | Hartford Whalers              | NHL          | 11            | 1             | 0             | 1             | 0             | —        | —        | —        | —        | —        |
|              | HC Lausanne                   | SWI          | 13            | 3             | 4             | 7             | 11            | —        | —        | —        | —        | —        |
| 1996/97      | Detroit Vipers                | IHL          | 18            | 7             | 16            | 23            | 4             | 13       | 4        | 6        | 10       | 12       |
| 1997/98      | Detroit Vipers                | IHL          | 49            | 10            | 28            | 38            | 34            | 9        | 3        | 4        | 7        | 6        |
| Celkem v NHL | Celkem v NHL                  | Celkem v NHL | 626           | 275           | 286           | 561           | 254           | 55       | 17       | 15       | 32       | 22       |

## Ocenění
NHL
- All Rookie tým - 1986/87
- Účastník Utkání hvězd - 1989

QMJHL
- Frank J. Selke Memorial Trophy - 1985/86
- Michel Bergeron Trophy - 1984/85
- Michael Bossy Trophy - 1985/86

## Mimo led
Hráčova rodina je řeckého původu, jeho dědeček se před emigrací do USA jmenoval Kyriazopoulosem. Po hokejové kariéře se Carson stal finančním poradcem. Žije v Michiganu a je otcem čtyř dětí.